# Mike Hammer (personage)
Mike Hammer is een personage dat bedacht werd door de Amerikaanse auteur Mickey Spillane. Hammer is een keiharde privédetective wiens liefde voor zijn secretaresse Velda slechts wordt overschaduwd door zijn bereidheid om een schurk te vermoorden. Het personage debuteerde in de roman I, the Jury uit 1947.  

## Beschrijving van het personage
Terwijl pulpdetectives zoals Sam Spade en Philip Marlowe hardvochtig en cynisch zijn, is Hammer in veel opzichten het archetypische voorbeeld van de 'keiharde man': bruut, gewelddadig en gedreven door een diepe woede tegenover zware criminaliteit die de helden van Raymond Chandler of Dashiell Hammett nooit treft. In The Big Kill beschrijft Hammer zichzelf tegen een barmeisje als een misantroop.
Hammer is een veteraan uit de Tweede Wereldoorlog die twee jaar lang in de jungle vocht tegen Japan in de Stille Oceaan. Zijn beste vriend is Pat Chambers, hoofdinspecteur bij de moordbrigade van de New Yorkse politie.
Terwijl andere hardvochtige helden de wet buigen en manipuleren, ziet Hammer de wet vaak als een belemmering voor rechtvaardigheid, de enige deugd die hij absoluut hoog in het vaandel heeft staan. Hammer heeft desondanks een groot respect voor de meerderheid van de politie, omdat hij beseft dat ze een moeilijke taak hebben en dat hun handen vaak gebonden zijn door de wet wanneer ze criminelen proberen te stoppen.
Hammer is ook patriottisch en anticommunistisch. De romans zijn doorspekt met opmerkingen van Hammer die Amerikaanse troepen in Korea en in Vietnam steunen. In "One Lonely Night", waarin Hammer een communistische bijeenkomst in een park bijwoont, reageert hij op de propaganda van de spreker met een sarcastisch "ja hoor".
Wat geweld betreft, laten de Hammer-romans weinig aan de verbeelding over. In bijna alle romans, op een paar na, moeten Hammers slachtoffers vaak overgeven na een klap in hun maag of kruis.
In het overlijdensbericht van Spillane in The Washington Times stond over Hammer: "Op een manier die vergelijkbaar is met Clint Eastwoods Dirty Harry was Hammer een cynische eenling die minachting had voor het 'vervelende proces' van het rechtssysteem en er in plaats daarvan voor koos de wet op zijn eigen voorwaarden af te dwingen".

## Romans

### Mickey Spillane

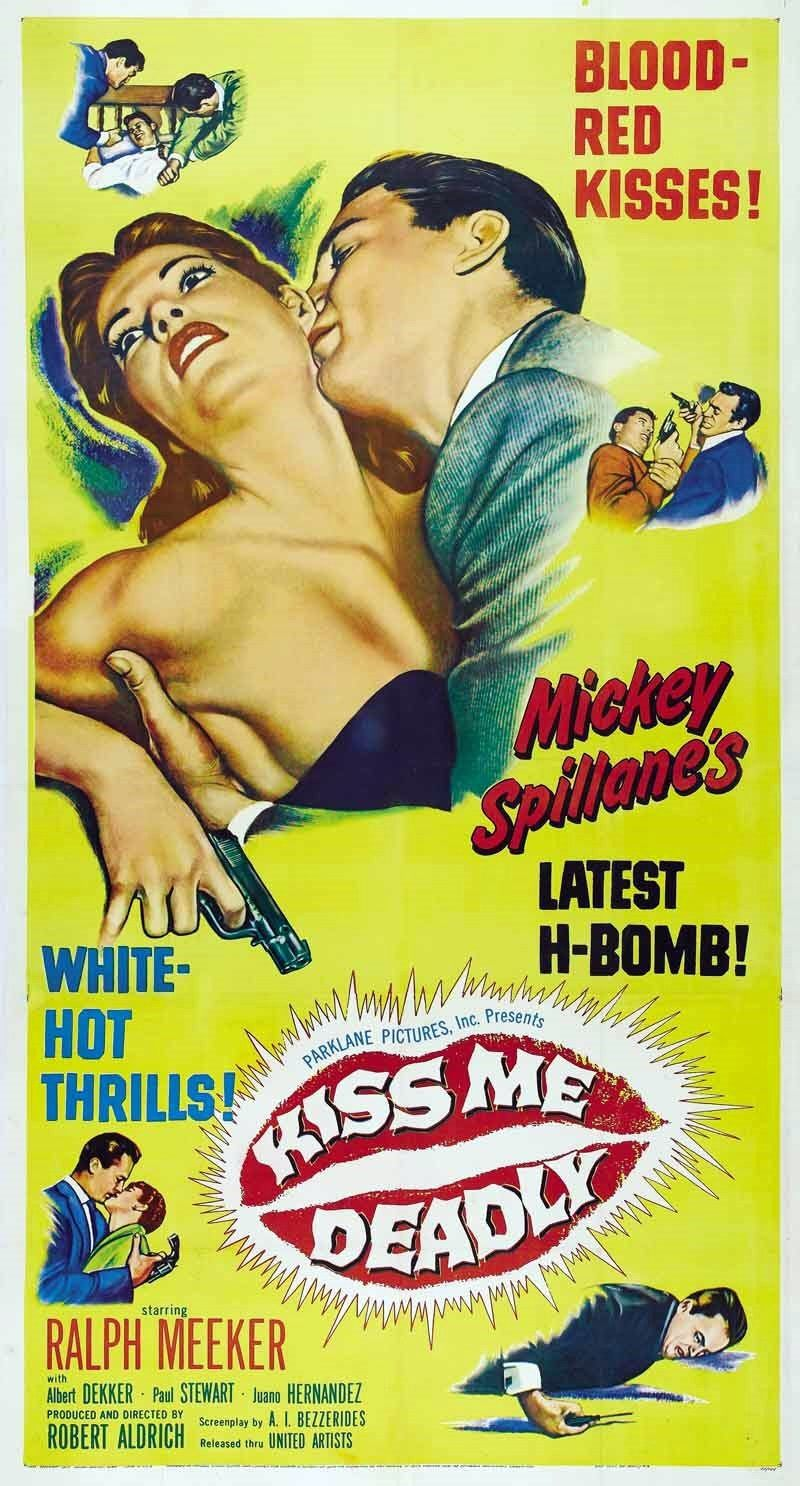
Affiche van de film Kiss Me Deadly, naar de gelijknamige roman

- I, the Jury (1947)
- My Gun is Quick (1950)
- Vengeance Is Mine (1950)
- One Lonely Night (1951)
- The Big Kill (1951)
- Kiss Me, Deadly (1952)
- The Girl Hunters (1962)
- The Snake (1964)
- The Twisted Thing (1966)
- The Body Lovers (1967)
- Survival... Zero! (1970)
- The Killing Man (1989)
- Black Alley (1996)

### Mickey Spillane door Max Allan Collins
Na het overlijden van Mickey Spillane werd de serie voortgezet door Max Allan Collins.
- The Goliath Bone (2008)
- The Big Bang (2010)
- Kiss Her Goodbye (2011)
- Lady, Go Die! (2012)
- Complex 90 (2013)
- King of the Weeds (2014)
- Kill Me, Darling (2015)
- Murder Never Knocks (2016)
- The Will To Kill (2017)
- Killing Town (2018)
- Murder, My Love (2019)
- Masquerade for Murder (2020)
- Kill Me If You Can (2022)
- Dig Two Graves (2023)
- Baby, It's Murder (2025)

## Kortverhalen

### Mickey Spillane
- The Night I Died (1998), geschreven in 1953
- The Duke Alexander (2004), geschreven in 1956
- The Killing Man (1989)
- Black Alley (1996)

### Mickey Spillane door Max Allan Collins
- The Big Switch (2008)
- A Long Time Dead (2010)
- Grave Matter (2010)
- Skin (2012)
- So Long, Chief (2013)
- It's In The Book (2014)
- Fallout (2015)
- A Dangerous Cat (2016)
- A Long Time Dead: A Mike Hammer Casebook (2016)
- Tonight My Love (2018)
- Kill Me If You Can: Mike Hammer 75 1947-2022 (2022)

## Films
| Jaar | Titel            | Mike Hammer     | Velda             | Pat Chambers   |
| ---- | ---------------- | --------------- | ----------------- | -------------- |
| 1953 | I, The Jury      | Biff Elliot     | Margaret Sheridan | Preston Foster |
| 1955 | Kiss Me Deadly   | Ralph Meeker    | Maxine Cooper     | –              |
| 1957 | My Gun Is Quick  | Robert Bray     | Pamela Duncan     | Booth Colman   |
| 1963 | The Girl Hunters | Mickey Spillane | –                 | Scott Peters   |
| 1982 | I, The Jury      | Armand Assante  | Laurene Landon    | Paul Sorvino   |

## Televisie

### Televisiefilms
| Jaar | Titel                                                     | Mike Hammer  | Velda           | Pat Chambers     |
| ---- | --------------------------------------------------------- | ------------ | --------------- | ---------------- |
| 1981 | Margin For Murder                                         | Kevin Dobson | Cindy Pickett   | Charles Hallahan |
| 1983 | Murder Me, Murder You                                     | Stacy Keach  | Tanya Roberts   | Don Stroud       |
| 1984 | More Than Murder                                          | Stacy Keach  | Lindsay Bloom   | Don Stroud       |
| 1986 | The Return of Mickey Spillane's Mike Hammer               | Stacy Keach  | Lindsay Bloom   | Don Stroud       |
| 1989 | Mike Hammer: Murder Takes All                             | Stacy Keach  | Lindsay Bloom   | Don Stroud       |
| 1994 | Come Die with Me: A Mickey Spillane's Mike Hammer Mystery | Rob Estes    | Pamela Anderson | Darlanne Fluegel |

### Televisieseries
| Jaar      | Titel                         | Mike Hammer    | Velda          | Pat Chambers |
| --------- | ----------------------------- | -------------- | -------------- | ------------ |
| 1958–1959 | Mickey Spillane's Mike Hammer | Darren McGavin | –              | Bart Burns   |
| 1984–1985 | Mickey Spillane's Mike Hammer | Stacy Keach    | Lindsay Bloom  | Don Stroud   |
| 1986–1987 | The New Mike Hammer           | Stacy Keach    | Lindsay Bloom  | Don Stroud   |
| 1997–1998 | Mike Hammer, Private Eye      | Stacy Keach    | Shannon Whirry | –            |